# Université de sciences appliquées de Rhin Main
L'université de sciences appliquées de Rhin Main (allemand : Hochschule RheinMain, anglais : Rhine Main University of Applied Sciences) est fondée en 1971 par le rassemblement des Ingenieurschulen (écoles d'ingénieurs) de Idstein, Rüsselsheim, du Forschungsanstalt Geisenheim et de la Werkkunstschule de Wiesbaden. En 2010, elle accueille annuellement environ 10 000 étudiants, et constitue une des plus grandes universités de sciences appliquées d'Allemagne.